# Амбівере
Амбівере (італ. Ambivere, п'єм. Ambivere) — муніципалітет в Італії, у регіоні Ломбардія, провінція Бергамо.
Амбівере розташоване на відстані близько 490 км на північний захід від Рима, 40 км на північний схід від Мілана, 10 км на захід від Бергамо.
Населення — 2381 особа (2014).
Щорічний фестиваль відбувається 12 квітня. Покровитель — святий Зенон.

## Демографія
Населення за роками:

Станом на 1 січня 2023 року в муніципалітеті офіційно проживало 109 іноземців з 23 країн, серед них 17 громадян країн Євросоюзу та 6 громадян України.

## Сусідні муніципалітети
- Мапелло
- Палаццаго
- Понтіда
- Сотто-іль-Монте-Джованні-XXIII